# Nebenbestattung
Nebenbestattungen bezeichnen den Brauch, in größeren Grabanlagen neben dem Grabeigentümer weitere Personen zu bestatten. Dieser Brauch wurde meist bei höhergestellten Persönlichkeiten, Königen, Herrschern, Pharaonen oder auch hohen Beamten (Ägypten) angewendet. Bestattet wurden Familienangehörige und Diener, die dem Grabeigentümer im Jenseits weiter dienen sollen (je nach Totenkult, Glauben); auch Tiere wurden in verschiedenen Nebengräbern gefunden.
Da die entsprechenden Personen, die bei den Nebenbestattungen bestattet wurden, zum Zeitpunkt des Todes der Hauptperson noch lebten, wurden sie vor der Bestattung entweder getötet oder je nach Grabanlage auch lebendig begraben. Zum Teil wird auch von Menschenopfern gesprochen.
Nebenbestattungen waren in vielen alten Kulturen üblich. Am bekanntesten wurden sie durch Ausgrabungen in Ägypten. Hier wurden Nebenbestattungen in der Zeit der 1. und 2. Dynastie durchgeführt. Aber auch auf anderen Kontinenten und in anderen Kulturen war der Brauch während einiger Epochen üblich.

## Beispiele für Nebenbestattungen

### Nebenbestattungen durch Ägypter

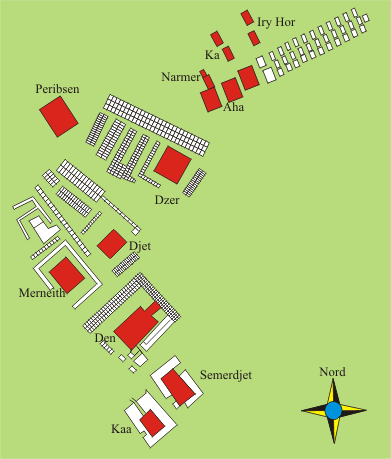
Lageplan der Königsgräber in Umm el-Qaab mit den darum angeordneten Nebengräbern

Die Praxis der Nebenbestattungen im alten Ägypten beschränkt sich auf einen Zeitraum von etwa 250 Jahren der 1. und 2. Dynastie. Die ersten Nebenbestattungen, die man gefunden hat, gehören zur Grabanlage des Königs Aha (um 3000 v. Chr.). Beendet wurde der Brauch spätestens mit der Bestattung des Königs Peribsen (um 2760 v. Chr.), dessen Grabmal keine Nebengräber mehr aufwies. Im Grab des Djer in Umm el-Qaab fand man mit 318 Nebenbestattungen die größte Anzahl.

### Nebenbestattungen durch Kelten in Deutschland
Im Hartwald bei Hegnach in Baden-Württemberg wurden drei Hügelgräber gefunden. Im ersten Hügelgrab wurden vier Bestattungen gefunden, sie wurden durch Hartwig Zürn in die späte Hallstattzeit 800–650 v. Chr. datiert. Im zweiten Hügelgrab wurden 21 Bestattungen gezählt. Es gibt eine Hauptgrabkammer und um diese herum sind die Nebenbestattungen angeordnet. Man vermutet hier noch mehrere Gräber und auch eine kleine Siedlung zu der der Friedhof gehört, diese wurden aber noch nicht gefunden.

### Nebenbestattungen durch Mongolen in der Mongolei
Im mongolischen Orkhon-Tal bei Bat-Ölziy liegen mehrere Steingräber (Grabhügel aus Basalt). Zu einem der Steingräber gehört ein Nebengrab mit einer Nebenbestattung. Das Alter der Grabanlagen ist nicht bekannt.

### Nebenbestattungen durch Mochica in Peru
Die Moche lebten in der Zeit von ca. 100–860 n. Chr. an der nordperuanischen Küste. In Sipán, ca. 800 km nördlich von Lima wurde 1987 ein Grab eines Moche-Herrschers entdeckt. In den zum Grab gehörenden Nebengräbern wurden unter anderem sein Priester und ein Militärbefehlshaber bestattet, damit sie ihm auch nach dem Tod noch dienen können. Ein weiteres Grab mit vermutlich einem früheren Herrscher, das man hier fand, beinhaltet nur eine Nebenbestattung, es handelt sich um eine junge Frau. Hier wurde allerdings noch ein Tiergrab mit einem Lama gefunden.

### Nebenbestattungen durch Skythen in Russland
In Tuwa, Sibirien östlich des Urals grub der Archäologe Hermann Parzinger (DAI) und sein russischer Kollege Konstantin Tschugunow (von der Eremitage St. Petersburg) erstmals ein ungestörtes Skythengrab aus, das Grab stammt aus der Zeit circa 500 v. Chr. In dieser Nekropole liegen mehrere hundert skythischer Hügelgräber. Zu dem Fürstengrab gehören über 20 Nebenbestattungen. Es wurde auch ein Pferdegrab entdeckt, in dem vierzehn Skelette gefunden wurden.

### Nebenbestattungen durch Wikinger
Auf der Insel Man wurden mehrere Bestattungen von Wikingern gefunden. Die aufwendigsten sind die Schiffsgräber von Balladoole, Ballateare und Cronk Moar. In den Gräbern von Ballodoole und Ballateare gibt es weibliche Nebenbestattungen. Bei diesen Nebenbestattungen sind die Schädelverletzungen sehr auffällig, was auf eine Tötung unmittelbar vor der Bestattung hindeutet. Die Gräber stammen aus der Zeit um 800 n. Chr. Nebenbestattungen von Menschen waren bei den Wikingern sehr selten, Nebenbestattungen von Tieren kamen dagegen häufiger vor.